# تسوزدوم
تسوزدوم (به آلمانی: Züsedom) یک منطقهٔ مسکونی در آلمان است که در رولویتس واقع شده‌است. تسوزدوم ۲۴۳ نفر جمعیت دارد.